# Oscinella plesia
Oscinella plesia är en tvåvingeart som först beskrevs av Charles Howard Curran 1926.  Oscinella plesia ingår i släktet Oscinella och familjen fritflugor. Inga underarter finns listade i Catalogue of Life.